# Wellington, Shropshire
Wellington är en ort och civil parish i Storbritannien.   Den ligger i distriktet Telford and Wrekin och riksdelen England, i den södra delen av landet, 210 km nordväst om huvudstaden London. Wellington ligger 101 meter över havet och antalet invånare är 22 816.
Terrängen runt Wellington är platt åt nordost, men åt sydväst är den kuperad. Runt Wellington är det tätbefolkat, med 530 invånare per kvadratkilometer. Närmaste större samhälle är Telford, 5,2 km sydost om Wellington. Runt Wellington är det i huvudsak tätbebyggt.